# سیارک ۲۸۲۶
سیارک ۲۸۲۶ (به انگلیسی: 2826 Ahti، نامگذاری:1939UJ) دو هزار و هشتصد و بیست و ششمین سیارک کشف شده‌است که در ۱۸ اکتبر ۱۹۳۹ کشف شد.
قدر مطلق سیارک برابر ۱۰٫۸۰ است.